# Censur
Als  Censur (lateinisch censura von censere = „begutachten, schätzen“) wird das Amt oder die Amtstätigkeit des Censors bezeichnet. Der Censor war einer von mehreren hohen Beamten der römischen Republik. Zu seinen Aufgaben gehörte die Durchführung der Volks- und Vermögensschätzungen (census), die Besetzung des Senats (lectio senatus) und die Aufsicht über die Sitten der Römer (regimen morum).

## Befugnisse der Censoren
Die wichtigste Aufgabe der Censoren (und diejenige, von der das Amt seinen Namen hat) war der census, die Zählung der Bürger und die Feststellung ihres Vermögens. Im Zusammenhang mit dieser Zählung und Vermögensschätzung steht die Befugnis der Censoren zur Zuweisung der Bürger zu Wählerklassen und tribus. Da die Zugehörigkeit zu diesen Untergliederungen der Bürgerschaft über das Gewicht entschied, das die Stimme des Einzelnen in der Volksversammlung hatte, war mit der Befugnis, die Zuweisung vorzunehmen, großer politischer Einfluss verbunden. Dies gilt erst recht für die gleichfalls den Censoren obliegende Entscheidung über die Aufnahme in den Ritterstand (recensio equitum) und in den Senat (lectio senatus).
Aus diesen Befugnissen erklärt sich, wie die Censoren die Sittenaufsicht (regimen morum) führen konnten. Sie konnten bei moralischen Verfehlungen den Stand des Bürgers mindern, indem sie ihn in eine weniger einflussreiche Wählerklasse oder tribus versetzten oder aus dem Ritter- oder Senatorenstand ausschlossen. In minder schweren Fällen beließen sie es bei einer Ermahnung oder einem förmlichen Tadel (nota censoria), der allerdings in der Bürgerliste vermerkt wurde.
Ebenfalls im Zusammenhang mit der Aufgabe der Volkszählung und Vermögensschätzung stehen weitere wirtschaftliche Aufgaben der Censoren. Sie konnten staatliche Einnahmequellen wie Steuern und Schürfrechte verpachten und staatliche Aufträge zum Beispiel zur Erhaltung öffentlicher Gebäude an Unternehmer vergeben. In beiden Fällen war die Laufzeit der Pacht bzw. des Auftrages die Fünfjahresperiode bis zur nächsten Einsetzung von Censoren.
Am Ende ihrer Amtszeit vollzogen die Censoren ein großes Reinigungsopfer, das ebenso wie die genannte Fünfjahresperiode als lustrum bezeichnet wurde und das als feierlicher Abschluss des Census galt.

## Entwicklung der Censur
Die Censur wurde Anfang des 5. Jahrhunderts v. Chr. (nach Livius im Jahr 443 v. Chr.) geschaffen. Vorher waren die Aufgaben der Censoren von den Königen und später von den Konsuln wahrgenommen worden. Im Gegensatz zum Konsulat war die Censur kein jährlich vergebenes Amt. Anfangs wurden Censoren in unregelmäßigen Abständen gewählt, später alle fünf Jahre zwei Censoren bestimmt, die die (vom Senat gestellten) Aufgaben binnen 18 Monaten zu erfüllen hatten. Die Wahl erfolgte in den Zenturiatkomitien.
Gaius Marcius Rutilus soll 351 v. Chr. der erste plebejische Censor gewesen sein, allerdings sind zahlreiche Details seiner Biographie in späteren Zeiten gefälscht worden. Außerdem wurde 339 v. Chr. ein Gesetz, die Lex Publilia Philonis, erlassen, durch die auch Plebejer die Censur übernehmen durften – vorher scheint dies also nicht möglich gewesen zu sein. Der erste sicher belegte nicht patrizische Amtsträger war damit Quintus Publilius Philo 332 v. Chr. Der erste Plebejer, der als Censor das lustrum durchführte, war allerdings erst Gnaeus Domitius Calvinus Maximus im Jahr 280 v. Chr. Dass dies erst so viel später möglich war, hängt wohl damit zusammen, dass diese Abschlusszeremonie des Census eine solche sakrale Bedeutung hatte, dass sie noch lange als Privileg der Patrizier aufgefasst wurde. 131 v. Chr. waren mit Quintus Caecilius Metellus Macedonicus und Quintus Pompeius erstmals beide Censoren von plebejischem Stand.
Lucius Cornelius Sulla und Gaius Iulius Caesar schafften die Censur zeitweilig ab. In der Kaiserzeit gingen die früheren Aufgaben der Censoren auf den Kaiser und auf Amtsträger über. Im 2. Jahrhundert n. Chr. wurde die Wahl von Censoren unüblich. Das Amt verschwand früher als die übrigen republikanischen Ämter. Im 4. Jahrhundert erlebte der Titel eine Wiedergeburt, da Konstantin der Große seinen Halbbruder Flavius Dalmatius zum Censor ernannte. Nach dem Tod des Dalmatius 337/338 ist der Titel nicht mehr dokumentiert.

## Amtsträger
Zunächst war die Censur ein eher unbeliebtes und mühsames Amt, das den vielbeschäftigten Konsuln Aufgaben abnehmen sollte. Erst später avancierte es zu einem der prestigeträchtigsten römischen Ämter, unter anderem durch die Lex Ovinia von spätestens 312 v. Chr., die den Censoren das (bisher von den Konsuln ausgeübte) Recht gab, die Mitglieder des Senats zu bestimmen. Es wurde – schon wegen der langen Zeiträume zwischen den Wahlen – nicht im Rahmen des cursus honorum regelmäßig durchlaufen. Nur angesehene Senatoren, die fast immer bereits das Konsulat bekleidet hatten, kamen als Censoren in Betracht, und die ehemaligen Censoren (censorii) bildeten die höchste Rangklasse unter den Senatoren. Besonders berühmte Censoren waren:
- Appius Claudius Caecus, Censor 312 v. Chr., Erbauer der Via Appia.
- Marcus Porcius Cato, genannt Censorius oder Cato maior (der ältere Cato), 234 v. Chr.–149 v. Chr., Censor 184 v. Chr., Verteidiger altrömischer Tugenden und Verfasser vieler Schriften, darunter De agri cultura (Über die Landwirtschaft).

## Spätere Bedeutungen der Wörter „Zensur“ und „Zensor“
Ausgehend vom regimen morum der Censoren nahm das lateinische Wort censura allgemein die Bedeutung „Sittenaufsicht“ an. Später wurde es insbesondere für die Kontrolle von Publikationen durch kirchliche oder staatliche Stellen gebraucht. Daher erklärt sich die heutige Bedeutung des Wortes Zensur. Als Zensor wird folgerichtig der bezeichnet, der eine Publikation zensiert.
In Frankreich wurde früher auch ein spezieller Lehrer, der für die Disziplin an der Schule zuständig war, als Censeur bezeichnet.
Im 19. Jahrhundert führten Theater- und Literaturzeitschriften oft das Wort „Censor“ im Titel, gemeint damit war die Beobachtung der Theaterszene, nicht deren Kontrolle. In London gab es um 1800 den Dramatic Censor: or, Weekly Theatrical Report; ebenso um 1822 die Zeitschrift Mirror of the Stage: or, New Dramatic Censor.